# Ренфийлд
„Ренфийлд“ (на английски: Renfield) е американска комедия на ужасите от 2023 г. на режисьора Крис Маккей, по сценарий на Райън Ридли и Робърт Киркман, и участват Никълъс Холт, Никълъс Кейдж, Аукуафина, Бен Шуорц, Адриан Мартинез, Шохрех Агхдашлоу, Бес Роус, Джеймс Моузес Блек, Карълайн Уилямс и Брандън Скот Джоунс. Снимките започват в Ню Орлиънс на 3 февруари 2022 г. и приключват на 14 април 2022 г. Филмът излиза по кината на 14 април 2023 г. от „Юнивърсъл Пикчърс“.